# Diaphorus habilis
Diaphorus habilis är en tvåvingeart som beskrevs av Becker 1922. Diaphorus habilis ingår i släktet Diaphorus och familjen styltflugor. Inga underarter finns listade i Catalogue of Life.